# 바우뫼로
바우뫼로는 서울특별시 서초구 우면동 한국교육개발원에서 양재동 영동2교 사거리를 잇는 도로이다. 길이는 2.2Km이다.
바우(바위)와 산의 순우리말인 뫼가 합쳐진 말로, 근처에는 바우뫼공원이 있다. 이름 자체는 순우리말이지만, 한자표기로는 巖山路로, 로마자로는 Baumoe-Ro라고 기재한다.

## 노선
- 한국교육개발원 - 우암초등학교 - 우면동 주민센터 - KT 연구개발본부 - 양재초등학교 - 교육개발원입구 사거리 - 현대캐피탈(블랙야크 양재사옥) - 영동2교 사거리 - 매봉역 -도곡역

## 연결 도로
시작점인 한국교육개발원에서는 직접 연결되는 도로가 없다. 종점인 영동2교 사거리에서는 논현로28길과 연결된다.